# Сіпягін Олександр Григорович
Олександр Григорович Сіпягін (17 серпня 1875, Тифліс — 16 січня 1941, Рим) — депутат І Державної Думи, священнослужитель католицької церкви, протоієрей, монсеньйор, член Російського апостолату.

## Біографія
Народився у дворянській родині: його батько Григорій був військовим, дядько — міністр внутрішніх справ Дмитро Сіпягін, вбитий терористом Степаном Балмашовим. Мати Олександра, до шлюбу Гурська.
В 1894 закінчив Першу Тифліську гімназію і вступив до Харківського університету. 
1900 року закінчив фізико-математичний факультет Харківського університету, після цього був залишений при університеті для підготовки до професорського звання з географії гір. Потім навчався у Віденському університеті, вивчав геологію, але професорського звання не отримав.

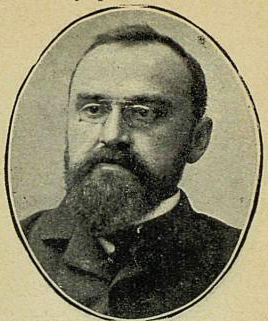
Олександр Григорович Сіпягін

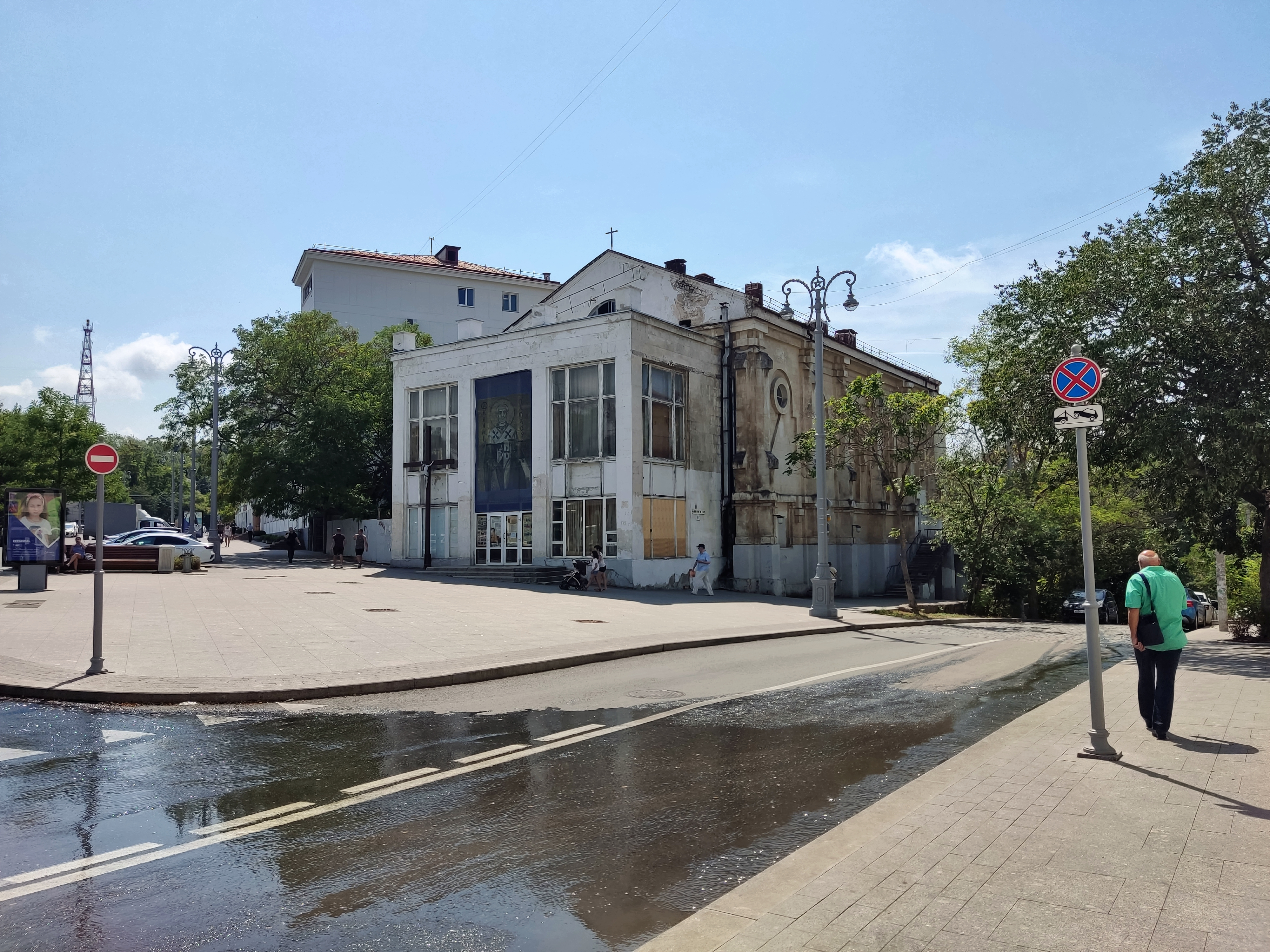
Костел на вулиці Шмідта у Севастополі, 2021

Викладав природничі науки та географію спочатку в Бахмутській, а пізніше в Севастопольській гімназіях  та в Харкові. Широко використовував у викладанні шкільні екскурсії та практичні заняття. Володів кількома європейськими мовами, багато мандрував.

За словами князя В.А.Оболенського, ще в Севастополі таємно прийняв католицтво.
Друг лейтенанта Петра Шмідта. Висланий із Севастополя через невдоволення цим навчального начальства. 

### Політик
Сіпягін  був противником виняткового законодавства та адміністративних розправ, боровся за скасування смертної кари. Вважав за необхідне запровадження загального початкового навчання. Вважав за необхідне законодавчу охорону праці. За своїми переконаннями примикав до лівого крила Конституційно-демократичної партії.
27 березня 1906 р. обраний до Державної думи Російської імперії I скликання від загального складу виборщиків Таврійських губернських виборчих зборів. За словами В. А. Оболенського, пройшов до Думи майже випадково: кримські кадети не розглядали його як перспективного кандидата в депутати від їхньої партії, але провели його до числа виборців. 
У тупиковій ситуації, коли ніхто з трьох груп виборців (селяни – 44 голоси, кадети – 32, праві – 22) не міг провести свого кандидата, під час чаювання в буфеті виникла суперечка з аграрного питання, позиція Сіпягіна в цій суперечці здалася "селянам" привабливою, після чого вони провели його на останнє 6 місце.
Навіть обраний депутатом Думи не міг домогтися права в'їзду до губернії, від якої отримав депутатський мандат, незважаючи на клопотання перед комендантом колишнього прем'єра Вітте.

У Думі увійшов до Конституційно-демократичної фракції. Секретар бібліотечної комісії. Член комісії з виконання державного розпису доходів та витрат. Підписав законопроект «Про громадянську рівність» та законопроект «Про збори». Виступаючи в Державній Думі 26 травня 1906 року з питання про смертну кару, Сіпягін запропонував «через справу, що йдеться про збереження людських життів і навіть життя дітей, оскільки до смерті засуджують неповнолітніх, звернутися через голову до Государя з проханням, щоб він своєю владою призупинив смертну кару до скасування її законодавчим шляхом». 
Депутат Князь Оболенський вважав, що у Думі "Сіпягін рідко відвідував наші кадетські фракційні засідання і взагалі мало виявляв інтересу до питань політики ". Але він звернув на себе увагу тим, що був дуже схвильований під час обговорення питання про правильність обрання в депутати барона Роппа, якому постійно цілував руку при зустрічі в залах Думи.

### Церковний діяч
Раптова смерть дружини перекреслює колишні плани, 1909 року стає священиком. На його вибір вплинуло знайомство з єпископом Едуардом фон Роппом, який доручив Сіпягіну викладання у римсько-католицькій семінарії Саратова. За іншими відомостями, Сіпягін їздив католицьким місіонером до Австралії.
На самому початку Громадянської війни його відправляють до Стамбула, де діяла Місія єзуїтів у Константинополі, тут він встановлює контакти з Міжнародним Червоним Хрестом і займається долею російських військовополонених. Потім працював в Інтернаті святого Георгія для російських дітей. У 1924 році отримав титул монсеньйор. З 1929 року працював у Комісії зі створення Кодексу канонічного права Східних Церков, викладав у «<Руссикумі», займався видавничою та науковою діяльністю в монастирі Гроттаферрата.
З 1930 викладав у місіонерському інституті при католицькому університеті в Любліні, Польща. У жовтні 1933 р. брав участь у Римі в Нараді російського католицького духовенства. Живучи в Римі, був близьким сім'ї російських художників емігрантів Леоніда і Римми Браїловських.
Помер у Римі, похований на цвинтарі Кампо Верано (італ. Campo Verano) поряд з Олександром Волконським та Сергієм Веригіним. 1943 року під час бомбардування його могила була зруйнована.

#### Праці
- Апологетичні нотатки: Сповідь (Спб, 1911)
- Біля скелі Петрової (Константинополь, 1922)
- Нарис Місій Вселенської Церкви (Константинополь, 1923)
- Каталог католицької літератури російською мовою (Харбін, 1935)